# Яндекс Маркет
«Я́ндекс Ма́ркет» — сервис компании Яндекс в сфере электронной коммерции. Состоит из маркетплейса Яндекс Маркет с сетью постаматов, складов и пунктов выдачи заказов (ПВЗ), и сервиса «Маркет для бизнеса».
Яндекс Маркет позволяет просматривать и покупать товары из различных категорий, сравнивать их характеристики и цены, читать и оставлять отзывы и обзоры на товары. Сервис берёт на себя хранение товаров, обработку и доставку заказов и общение с покупателями.

## История

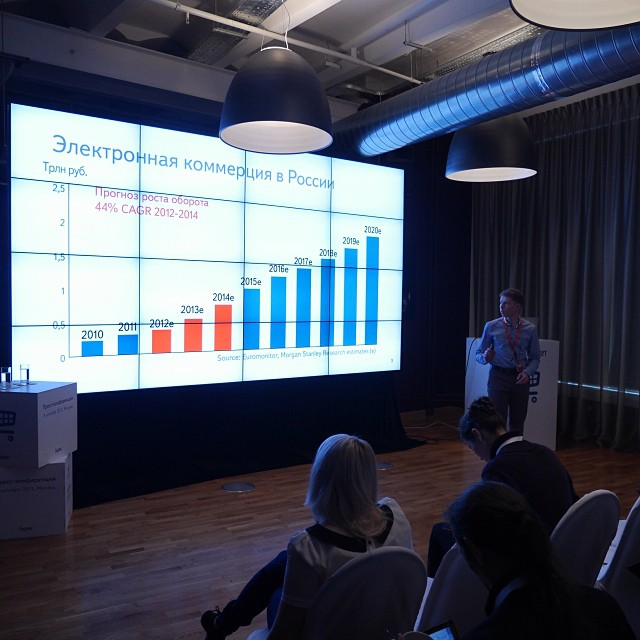
Конференция «ЯндексМаркета» в 2013 году

Весной 2000 года в Яндекс пришли Дмитрий Завалишин, Евгения Завалишина и Илья Положинцев с идеей создать сервис для покупателей, который позволит быстро и просто выбрать нужный товар.
16 октября 2000 года появился электронный консультант «Яндекс Гуру». Он задавал пользователю «наводящие» вопросы и на основании ответов рекомендовал товар. На старте проекта «Гуру» давал советы о цифровых фотоаппаратах, сотовых телефонах и автомагнитолах.
30 ноября 2000 года Яндекс запустил «Яндекс Товары» — сервис по поиску предложений магазинов. С помощью него можно было приобрести то, что подобрал «Гуру».
В 2002 году к Яндексу присоединился проект «Подбери.ру». Тогда все три сервиса («Гуру», «Товары» и «Подбери.ру») превратились в одну площадку, которая получила название «Яндекс Маркет». Таким образом, разработка сервиса до первого запуска продолжалась почти три года; к моменту запуска сервиса напрямую было подключено около 160 магазинов.

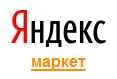
Логотип с 2008 по 2014 год

В феврале 2009 года сервис дополнился услугой «История посещений магазинов», а также оцениванием интернет-магазинов. Теперь авторизованные пользователи каталога товаров смогли пользоваться историей ранее просмотренных предложений, а также поставить оценку интернет-магазину, в котором сделали заказ.
В сентябре 2012 года Яндекс запустил онлайн-магазин по выбору одежды — garderob.yandex.ru. Посетители могли рассмотреть, сравнить и подобрать подходящие для себя предметы гардероба и аксессуары к ним.
В июне 2013 года в «Яндекс Маркете» появился раздел с рекомендованными онлайн-магазинами. Магазин может претендовать на статус рекомендованного только после заключения специального договора с «Яндекс Маркетом».
В 2015 году был запущен дополнительный сервис для магазинов «Яндекс Доставка» — агрегатор служб доставки для помощи мелким и средним онлайн-магазинам. Партнерами проекта стали: Почта России, Boxberry, DPD, Axiomus и «Стриж». «Яндекс» управляет доставкой посылок через склад одного из партнеров и обеспечивает отгрузку товара, документооборот и систему расчетов, а также берет ответственность за его сохранность.

Логотип с 2016 по 2021 год

В 2016 году «Яндекс Маркет» стал отдельным юридическим лицом — ООО «Яндекс.Маркет».
В 2017 году Сбербанк и «Яндекс» анонсировали создание совместного предприятия на базе «Яндекс Маркета». По условиям соглашения, инвестиции Сбербанка составляют 30 млрд рублей; всё предприятие оценивается в 60 млрд рублей.
В апреле 2018 года ФАС одобрила создание совместного предприятия. 27 апреля Сбербанк и «Яндекс» закрыли сделку.
В мае 2018 года компания «Яндекс Маркет» запустила бета-версию собственного маркетплейса «Беру». В октябре 2018 года маркетплейс «Беру» вышел из бета-версии. Тогда же была запущена собственная программа лояльности — «Беру Бонусы».
22 ноября 2018 года была запущена бета-версия трансграничной торговой площадки Bringly, который перестал принимать заказы 2 декабря 2019 года.
В декабре 2018 года «Яндекс Маркет» в тестовом режиме запустил раздел с алкоголем. В марте 2019 года Росалкогольтабакконтроль выдало «Яндекс Маркету» предостережение о недопустимости дистанционной продажи алкоголя.
4 декабря 2018 маркетплейс «Беру» открыл в Ростове-на-Дону свой первый логистический комплекс.
В мае 2019 года на «Беру» появилась возможность списывать баллы «Спасибо» от Сбербанка для оплаты заказов, а в июле стала доступна покупка товаров в кредит от Сбербанка, а также авторизация по СберID.
11 июля 2019 года «Яндекс Маркет» запустил приложение для офлайн-покупок «Суперчек».
В ноябре 2019 года компания открыла фулфилмент-центр в подмосковном Софьине.
В феврале 2020 года группа компаний «Яндекс Маркет» запустила сервис для бизнеса «Яндекс Маркет Аналитика».
3 февраля 2020 года был запущен пилотный проект по интеграции и подключению магазинов-партнеров «Яндекс Маркета» к доставке Почтой России. С его помощью можно было автоматически рассчитать и добавить в предложения магазина условия доставки в 15 городов: Уфу, Киров, Смоленск, Вологду, Тверь, Копейск, Великий Новгород, Энгельс, Салават, Обнинск, Алексин, Тихвин, Дмитров, Воскресенск и Краснокамск.
13 апреля 2020 года Суперчек приостановил работу.
23 июня 2020 года «Яндекс» и Сбербанк объявили о разделении совместных активов, и 23 июля того же года «Яндекс» выкупил долю банка в «Яндекс Маркете» за 42 млрд руб.
1 октября 2020 года «Яндекс Маркет» провел ребрендинг маркетплейса «Беру», который перестал существовать как бренд и был перемещён в раздел «Покупки» на «Яндекс Маркете». «Беру Бонусы» сохранили свою функциональность, но получили другое название — «Маркет Бонусы», позже они стали «Маркет Купонами». Таким образом, «Яндекс Маркет» был переквалифицирован в площадку не только для сравнения и выбора товаров, но и для их покупки (со скидками и промокодами), а «Покупки» прекратили быть разделом и стали основой всего маркетплейса.

Логотип с 2021 по 2024 год

29 марта 2021 года был запущен «Яндекс Маркет Express», раздел «Яндекс Маркета» с определёнными товарами, доставка которых до заказчика осуществляется за 1–2 часа с ближайшего склада продавца. С 29 июля 2021 года «Яндекс Маркет Express» стал доступен через приложение «Яндекс.Go» для iOS и Android.
20 мая 2021 года «Яндекс Маркет» запустил «Умные отзывы». С помощью нейросети, которая анализирует отзывы на отдельные товары и составляет один обобщенный отзыв, сразу показывая часто упоминаемые покупателями плюсы и минусы этого товара.
В июне 2021 года «Яндекс» и Почта России объявили о планах по запуску экспресс-доставки посылок за 60 минут. Также компании договорились создать примерочные в почтовых отделениях для покупателей одежды на «Яндекс Маркете».
5 августа 2021 года в «Яндекс Маркете» появилась возможность купить товары в кредит через банк «Тинькофф». Кредит оформлялся на покупку от 3 тыс. до 200 тыс. рублей, ставка от 18 % годовых зависит от срока выплаты. 30 августа 2021 года «Яндекс» объявил о запуске сервиса рассрочки «Сплит», при оформлении рассрочки покупатель оплачивает 25 % покупки, оставшаяся сумма списывается с карты равными долями каждые 2 недели.
2 сентября 2021 года «Яндекс Маркет» запустил в Москве доставку безрецептурных лекарств на дом. В ноябре 2021 года такая доставка лекарств стала также доступна в Санкт-Петербурге, Нижнем Новгороде, Саратове и Новосибирске.
20 октября 2021 года в приложениях «Яндекс Маркета» для iOS и Android появилась возможность примерки бытовой техники и электроники «в интерьере». Функция доступна на устройствах, поддерживающих технологии дополненной реальности.
В октябре 2021 года Почта России начала доставлять заказы «Яндекс Маркета» во все регионы России, где есть её отделения и курьерская доставка.
22 ноября 2021 года «Яндекс Маркет» запустил мобильное приложение на iOS и Android для продавцов сервиса. Его настоящая[когда?]

 версия рассчитана на партнёров, продающих свои товары в разделе «Яндекс Маркет Express».

29 ноября 2021 года у маркетплейса появилась услуга установки бытовой техники в день доставки. Установка выполняется мастерами-партнёрами «Яндекс Услуг».

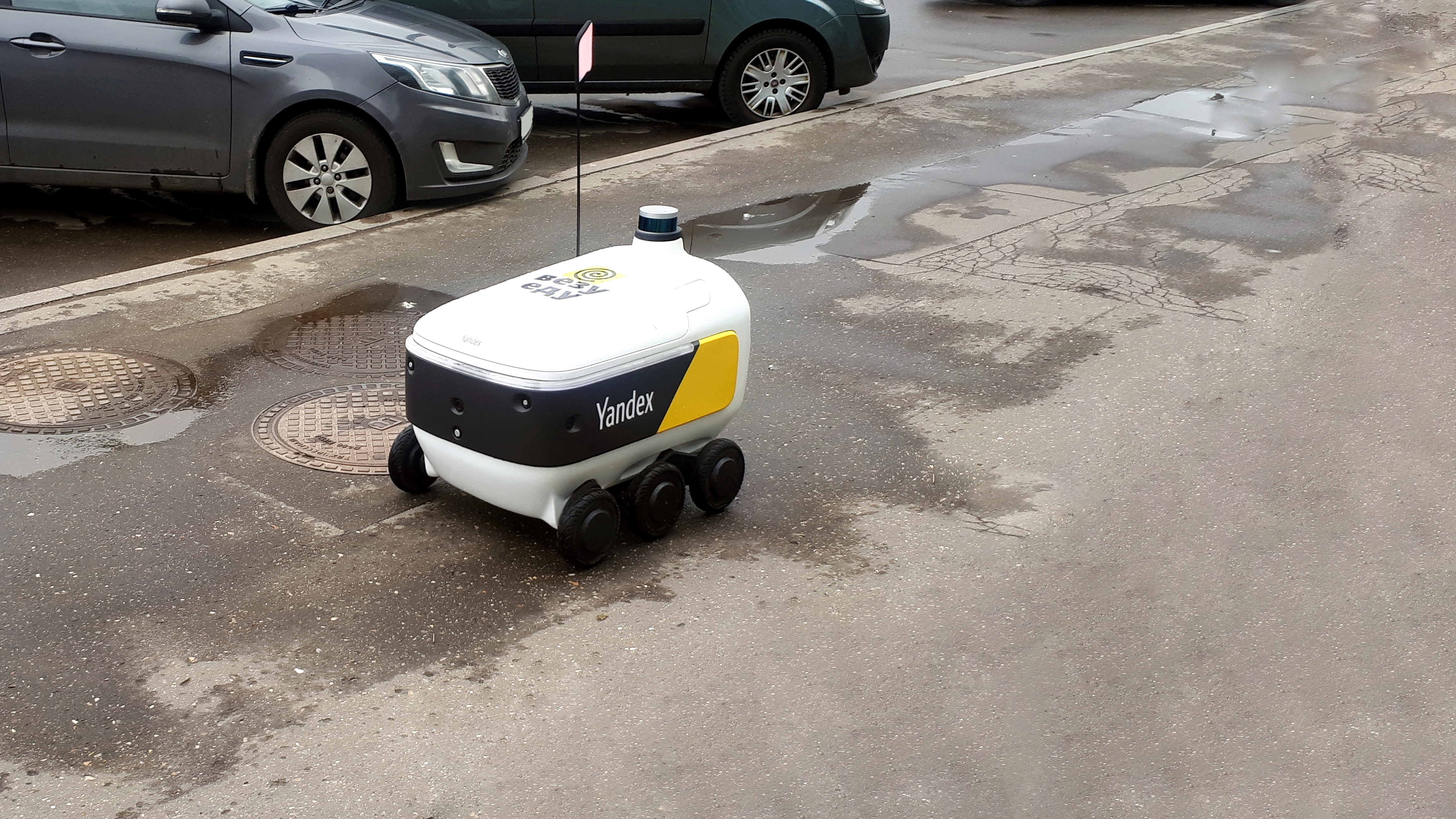
Робот-доставщик «Яндекса» во время проверки в реальной обстановке в мае 2021 года.

С января 2022 года у покупателей «Яндекс Маркета» появилась возможность бесплатно возвращать не подошедший товар через отделения Почты России.
4 августа 2022 года на специальной странице Яндекс Маркета появились товары от поставщиков IKEA. В декабре того же года маркетплейс открыл полномасштабную продажу товаров, приобретенных у российского подразделения IKEA.
К январю 2023 года Яндекс Маркет начал развивать сеть пунктов выдачи заказов (ПВЗ) в небольших населённых пунктах, а не только в крупных городах-миллионниках, как было раньше. Новый тип ПВЗ сервис назвал «Лёгкий старт».
В апреле 2024 года компания провела ребрендинг. Фирменными цветами Яндекс Маркета стали красный и жёлтый.
В сентябре 2024 года собственные бренды Яндекс Маркета выделились в самостоятельное бизнес-направление — Яндекс Фабрику. 
В октябре 2024 года Яндекс Маркет запустил сервис Ultima Яндекс Маркет с премиальными товарами. На момент запуска было представлено более 250 тысяч товаров от известных марок и нишевых брендов.

## Яндекс Маркет для продавцов
В марте 2022 года Яндекс Маркет запустил сервис «Маркет для бизнеса». На старте он был доступен для продавцов из Москвы и области, а к апрелю сервис расширил программу для других регионов России. Также на площадке появились дополнительные меры поддержки продавцов.
В июне 2022 года Яндекс Маркет адаптировал свой сервис B2B-закупок для малого и среднего бизнеса.
В апреле 2023 года Тинькофф Бизнес и Яндекс Маркет совместно запустили поддержку предпринимателей, которые хотят открыть свой первый пункт выдачи заказов (ПВЗ).
В июне 2023 года на Яндекс Маркете внедрили нейросеть YandexGPT, чтобы помогать продавцам создавать описание товаров.
13 сентября 2024 года Яндекс Маркет запустил оптовые поставки товаров из Китая. В это же время маркетплейс, по словам его представителей, «практически обнулил комиссию для новых продавцов в фокусных быстрорастущих категориях».
18 ноября 2024 года Яндекс Маркет запустил новую бизнес-модель — витрины продавцов. Это  персональные страницы внутри маркетплейса, где размещена вся информация о продавцах, рейтинг и ассортимент.

## Развитие собственных брендов и выделение Яндекс Фабрики
В 2022 году Яндекс Маркет начал продавать товары под собственными брендами: аксессуары для смартфонов Commo, детские товары Junion, электронику и бытовую технику Tuvio.
В январе 2023 года сервис объявил о запуске бренда электроинструментов Nocord.
В 2024 год Яндекс Маркет запустил новые бренды: товары для дома Pragma, компьютерную технику Lunnen, велосипеды Raskat, товары для отдыха на природе Outstep.
В сентябре 2024 года собственные бренды Яндекс Маркета были выделены в самостоятельное направление внутри Яндекса — Яндекс Фабрику. Она занимается созданием и производством товаров в разных категориях.
В октябре 2024 года Яндекс Фабрика запустила бренд радиоуправляемых игрушек Сubits и наборов конструкторов «Город в деталях». В том же месяце Фабрика объявила о запуске своего первого бренда одежды Muted.

## Собственники и руководство
С апреля 2018 года по июнь 2020-го «Яндекс» и Сбербанк владели равными неконтрольными долями в совместном предприятии, а 10 % акций были направлены на формирование опционного фонда для команды «Яндекс Маркета».
23 июня 2020 года «Яндекс» и ПАО «Сбербанк» объявили о разделении совместных активов. 23 июля 2020 года «Яндекс» выкупил долю Сбербанка в «Яндекс Маркете» за 42 млрд руб.
В феврале 2021 года «Яндекс Маркет» стал частью отдельной бизнес-группы e-com и ridetech Яндекса, её возглавил Даниил Шулейко.
В октябре 2023 года маркетплейс вошел в состав новой объединенной структуры ecom-сервисов внутри Яндекса вместе с Едой, Деливери и Лавкой. Структуру возглавил Роман Маресов, он же стал новым гендиректором Яндекс Маркета.
В декабре 2024 года в результате реорганизации Яндекс Маркет был выделен как отдельное юридическое лицо. Единственным владельцем ООО «Яндекс Маркет» стал МКПАО «Яндекс».

## Офис
Раньше «Яндекс Маркет» располагался в двух офисах: в бизнес-центре «Строганов» в деловом квартале «Красная Роза» и коворкинге Workki напротив Музея Москвы. Летом 2020 года офис «Яндекс Маркета» переехал в бизнес-центр Lotte Plaza на Новом Арбате, арендовав помещения площадью свыше 15 тыс. кв м. Эта сделка стала одной из самых крупных на рынке коммерческой недвижимости в 2019 году.

## Статистика
По состоянию на 3 квартал 2021 года ежедневная аудитория сервиса «Яндекс Маркет» более 8,4 млн человек.
По состоянию на октябрь 2020 года, на «Яндекс Маркете» по рекламной модели представлено 230 млн предложений от примерно 25 000 магазинов, а около 26,1 млн товаров от более 28 тысяч партнеров доступно для покупки.
По состоянию на июль 2023 года Яндекс Маркет владел 14[уточнить] складами и транзитными центрами по всей стране: в Софьине, Томилине, Дорогомилове, Казани, Краснодаре, Челябинске, Ульяновске, Саратове, Уфе,  Ростове-на-Дону, Санкт-Петербурге (два склада на территории города: один в Парголове, один в Шушарах), Самаре, Новосибирске и Екатеринбурге. 
По данным за октябрь 2024 года, сеть ПВЗ Яндекс Маркета насчитывала около 13 000 точек.
Согласно отчётности Яндекса за третий квартал 2024 года общий товарооборот сервисов электронной коммерции увеличился на 51% по сравнению с показателем за аналогичный период прошлого года и достиг 235,8 млрд рублей. Товарооборот Маркета вырос на 50% год к году. Рекламная выручка Маркета выросла на 2.3 п.п., составив 5,8 % от всего GMV сервиса. Количество активных покупателей составило 18,2 млн, а количество активных продавцов выросло до 90,7 тыс.